# 지은희 (골프 선수)
지은희(池恩熹, 1986년 5월 13일 ~)는 휠라 코리아에 소속된 대한민국의 여성 골프 선수이다. 아버지의 권유로 골프를 시작했으며 2007년부터 LPGA에 입회했다. 2009년 7월 13일에 끝난 US 여자오픈에서 우승을 차지했다.